# Балог, Иштван
Отец Иштван Балог (30 марта 1894, Будапешт — 20 июля 1976 года) — венгерский римско-католический священник и политический деятель поначалу антикоммунистического и даже ультраправого толка, впоследствии примирившийся с властью Венгерской коммунистической партии.

## Биография
Первоначально связанный с Независимой партией мелких хозяев (НПМХ), он стал сторонником нацизма в 1930-е годы и в Дебрецене образовал отделение Венгерской национал-социалистической партии. В 1936 году от этой группы в парламент были избраны он и Шандор Фештетич. Затем, однако, Балог стал противником фашизма и в качестве члена руководства НПМХ в 1945 году вошёл в венгерское временное правительство и отправился в Москву подписать перемирие. С 22 декабря 1944 года по 31 мая 1945 года занимал должность государственного секретаря правительства.
После войны Балог в феврале-июне 1947 года занимал должность генерального секретаря НПМХ, но 4 июня покинул её ряды и 20 июля объявил о создании и занял пост председателя Независимой венгерской демократической партии (FMDP) — небольшой центристского толка группы, делавшей акцент на национальном вопросе и свободе вероисповедания, но в целом игравшей роль «лояльной оппозиции». Её список набрал 5,2 % голосов (преимущественно от средних слоёв и крестьянства) на выборах 1947 года. Вскоре его оппозиционность затихла и Балог начал прямо сотрудничать с правящими коммунистами, несмотря на свои личные оговорки.
С 1950-х годов вернулся на церковную службу. Хотя в нём видели потенциальный очаг инакомыслия, Балог держался подальше от непосредственного участия в венгерской революции 1956 года